# جو نيوتن
جو نيوتن (بالإنجليزية: Joe Newton)‏ هو منافس ألعاب قوى أمريكي، ولد في 13 أبريل 1929، وتوفي في 9 ديسمبر 2017.